# Eurylabus malaisei
Eurylabus malaisei är en stekelart som beskrevs av Heinrich 1974. Eurylabus malaisei ingår i släktet Eurylabus, och familjen brokparasitsteklar. Inga underarter finns listade.